# فیلادلفیا (باهیا)
فیلادلفیا (به پرتغالی: Filadélfia) یک منطقهٔ مسکونی در برزیل است که در باهیا واقع شده‌است. فیلادلفیا ۱۶٬۳۴۵ نفر جمعیت دارد.